# Sheida Gharachedaghi

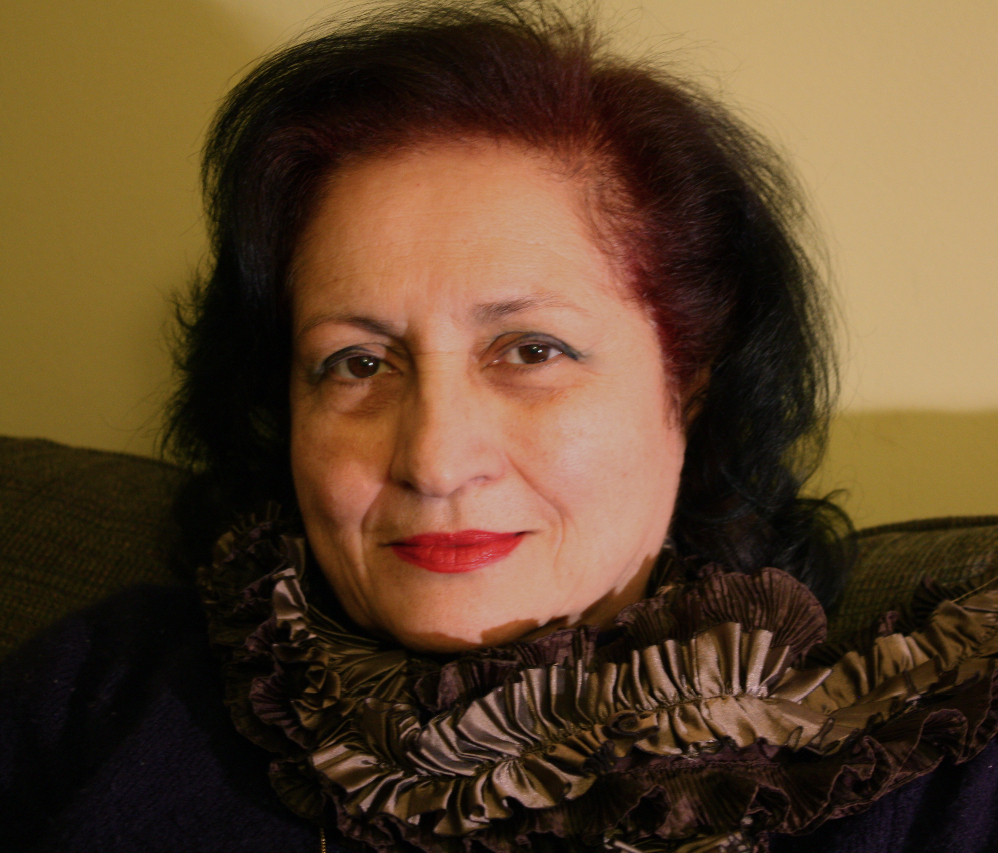
Sheida Gharachedaghi, Montreal, 2013

Sheida Gharachedaghi (Perzisch شیدا قرچه‌داغی) is een Perzisch-Canadese componist. Sheida Gharachedaghi was een van de meest actieve componisten - gespecialiseerd in filmmuziek - in Perzië in de jaren ‘1970.
Sheida studeerde aan de Universität für Musik und darstellende Kunst Wien en begon haar professionele carrière in Teheran sinds 1971. Ze richtte de Muziekafdeling van "Institute for the Intellectual Development of Children and Young Adults" op en leidde die gedurende 5 jaar. Ze was ook enkele jaren hoogleraar aan de Farabi University in Teheran. Na de Islamitische Revolutie In 1979 verhuisde ze naar Duitsland en in 1985 naar Canada.
Haar beroemde werken omvatten Chahargah - geïnspireerd door de Perzische muziek - (voor klarinet en piano), The Fairies (Opera) en de muziek voor de film "Downpour" geregisseerd door Bahram Beyzaie. Ze toont levens in Montreal.